# RE-51 Triglav
RE-51 Triglav je bil eskortni rušilec razreda Ciclone Jugoslovanske vojne mornarice. V uporabi je bil do leta 1965.

## Zgodovina
Eskortni rušilec (v italijanskih virih tudi torpedovka) Italijanske kraljeve mornarice (Regia Marina) je bil zgrajen v ladjedelnici Cantieri Navali del Tirreno, v obratu Riva Trigoso. Kobilica je bila postavljena 20. junija 1940. Takratno ime plovila je bilo Indomito. Po koncu druge svetovne vojne ga je 24. aprila 1949 Italija izročila Jugoslaviji za poplačilo vojne škode, skupaj z rušilcem istega razreda RE-52 Biokovo.
RE-51 Triglav je večkrat spremljal maršala Tita na predsedniški ladji Galeb med plovbami po Jadranu in drugod.